# Várjon Dénes
Várjon Dénes (Budapest, 1968. február 23. –) Kossuth-díjas magyar zongoraművész, a Zeneakadémia zongora tanára, a Kamara.hu fesztivál művészeti vezetője. 
Kamarazenészként a legnagyobbak között tartják számon, olyan kiváló partnerekkel dolgozik rendszeresen, mint Steven Isserlis, Tabea Zimmermann, Kim Kashkashian, Jörg Widmann, Leonidas Kavakos, Schiff András, Heinz Holliger, Perényi Miklós, Joshua Bell. Szólistaként rendszeres meghívottja a nagy koncertsorozatoknak, a new yorki Carnegie Halltól a bécsi Konzerthauson át a londoni Wigmore Hallig, de ugyanilyen szívesen látott vendég a vezető zenekaroknál (Budapesti Fesztiválzenekar, Tonhalle Zenekar, Berlini Rádió Szimfonikus Zenekara, Szentpétervári Filharmonikus Zenekar, Orosz Nemzeti Zenekar, Európa Kamarazenekar, Kremerata Baltica, Academy of St. Martin in the Fields). Karmester partnerei között olyan kiváló muzsikusokat találunk, mint Solti György, Végh Sándor, Fischer Iván, Fischer Ádám, Heinz Holliger, Horst Stein, Leopold Hager, Kent Nagano, Kocsis Zoltán. Rendszeres résztvevője a nagy nemzetközi fesztiváloknak az amerikai Marlborótól a Salzburgi Ünnepi Játékokon át az Edinburgh-i Fesztiválig.

## Életpályája
Várjon Dénes 1984-ban kezdte felsőfokú tanulmányait a Liszt Ferenc Zeneművészeti Főiskolán, diplomáját 1991-ben szerezte meg. Tanárai Falvai Sándor, Kurtág György és Rados Ferenc voltak, ezzel párhuzamosan rendszeres résztvevője volt Schiff András mesterkurzusainak. Pályájahárom jelentős versenyen, a Magyar Rádió Zongoraversenyén, a Weiner Leó Kamarazenei Versenyen és a zürichi Anda Géza Nemzetközi Zongoraversenyen nyert első díjjal indult. Munkásságát Liszt-, Veress Sándor- és Bartók-Pásztory-díjjal, majd 2020-ban Kossuth-dijjal ismerték el. A Henle kottakiadó Urtext sorozatának munkatársa.

## Díjai, elismerései
- 1985: Magyar Rádió Országos Zongoraversenye – Különdíj
- 1985: Weiner Leó Kamarazenei Verseny - I. díj
- 1991: Anda Géza Zongoraverseny, Zürich - I. díj
- 1997: Liszt Ferenc-díj
- 2016: Bartók–Pásztory-díj
- 2020: Kossuth-díj

## Oktatói tevékenység
- Zeneakadémia (Budapest) – docens
- Kronberg Akadémia (Németország) – professzor
- Henle Urtext kiadó – szerkesztői munkatárs

## Diszkográfiája
Különböző lemezkiadók 28 CD-jén játszik.

### Hungaroton
- Liszt, Ferenc: Via Crucis; FAURÉ, Gabriel:Requiem Op.48. HCD 31424
- Dohnányi, Ernő: Sonata for Cello and Piano Op.8, LAJTHA, László: Sonata for Cello and Piano Op.17, Concerto for Cello and Piano Op.31. HCD 31552
- Chopin, Fryderyk: Sonata in G minore for Violoncello and Piano Op.65, Grand Duo concertant Op.70, Trio in G minore Op.8. HCD 31651
- Hungarian Cello Music. Hungaroton, HCD 31835
- Veress, Sándor: Hungarian Years, Seconda sonata per violino e pianoforte, Sonata per violin solo, Songs on Poems by Attila József, Sonatina per violino e pianoforte, Verbunkos from Nógrád for Violin and Piano, Cukaszőke csárdás for Violin and Piano. HCD 32010
- Veress, Sándor: Trio (3 Quadri), Trio in si bemolle minore, Canti Ceremissi, Memento per viola e contrabbasso, Introduzione e Coda, HONEGGER, Arthur: Trio en fa mineur. HCD 32013
- On Bartók's Piano – II. HDVD 32680

### Naxos
- Beethoven: Piano Sonatas - Nos. 8, 12, 14, 21, 23, 24, 26 / Rondo a capriccio, "Rage over a lost penny" (Szekely, Varjon, Jando) C51123
- Classic Masterworks - Frederic Chopin C49030
- Classic Masterworks - Johannes Brahms C49032
- Classic Moods - C18402
- Classic Moods - C18415
- Classic Moods - C18420
- Classic Moods - C18404
- Mozart: Piano Concertos Nos. 7, 10 and 15 8.550210
- Mussorgsky.: Pictures at an Exhibition (original piano version and Ravel's orchestration) (Varjon, Berlin Radio Symphony, G. Levine) C71047
- Schumann: Fantasie Op. 17 / Bunte Blatter Op. 99 8.550680
- Schumann: Intermezzi, Op. 4 / Impromptus, Op. 5 / 3 Romances, Op. 28 8.550849
- Schumann: Symphonies Nos. 1-4 / Piano Concerto / Symphonic Etudes / Kinderszenen (Holtmann, Varjon, Stuttgart Radio Symphony, Marriner) C49483
- SOMMER 8.503045
- SUNSET CLASSICS C67107-08

### Capriccio Records
- Beethoven: Famous Piano Sonatas/Denes Varjon, Istvan Szekely
- Mussorgsky: Pictures At An Exhibition
- Schumann: The Symphonies, Piano Concerto

### Teldec
- Veress: Hommage À Paul Klee

### ECM New Series
- Heinz Holliger/Clara Schumann: Romancendres
- Schumann: Violin Sonatas